# 998

## Догађаји
- Пролеће – Отон III поново осваја Рим и обнавља власт у папском граду. Кресенције II (Млађи) и његови следбеници се забарикадирају у замку Сант Анђело. Отоновог бившег учитеља Јована Филагата (антипапе Јован XVI), који покушава да побегне у Кампанију, прогоне немачке трупе и заробе. Он је осакаћен – одсечене су му уши, нос и језик, а очи су му ископане. Кресенције се предаје у свом упоришту и обезглављен је. Отон враћа свог рођака, Гргура V, на место папе Католичке цркве.
- Српско-бугарски рат: Цар Самуило покреће војну кампању против Српске кнежевине како би спречио њихов савез са Византијским царством. Заузима Дирахијум (данашњи Драч) и напредује дуж далматинске обале. Бугарска војска је приморана да се повуче у далматинско залеђе (сада део Босна и Херцеговина), након опсаде Задра.
- Јесен – Отон III проглашава Рим административном престоницом Светог римског царства и почиње изградњу своје царске палате на Палатинском брду. Враћа древни римски сенат на његов истакнути положај и усваја титулу „цара Римљана“. Овоме Отон додаје формулу апостолске побожности servus Jesu Christi („Слуга Исуса Христа“).
- Зима – Краљ Роберт II (Побожни) је екскомунициран од стране папе Гргура V. Из разлога крвног сродства, његов други брак са Бертом Бургундском није прихваћен од стране Католичке цркве.
- Битка код Газнија: Авганистански принц Махмуд побеђује свог млађег брата Исмаила (владајућег емира династије Газневид) у бици. Он ставља Исмаила у удобно заточеништво до краја живота и проширује царство свог покојног оца, Себуктигина, на Пенџаб у северозападној Индији.
- Лето – Побуна у Тиру: Град Тир (данашњи Либан) освајају снаге Фатимидског калифата. Византијска ескадрила покушава да пружи појачање, али је одбија фатимидска морнарица. Браниоци су масакрирани или одведени у заробљеништво у Египат. Византијски заробљеници су погубљени.
- 19. јул – Битка код Апамеје: Византијске снаге под гувернером Дамјаном Даласеном опседају тврђаву Апамеју ради контроле над северном Сиријом. Фатимиди шаљу војску за помоћ из Дамаска – и побеђују Византинце, Даласена убија курдски официр у бици.
- Зима –Цар Отон III путује на ходочашће кроз средњу Италију од Гаргана до Беневента. Зауставља се у Монте Касину, где упознаје монаха пустињака Ромуалда.

## Смрти
- Википедија:Непознат датум — Преподобни Јован - хришћански светитељ.